# Trigonoderus brasiliensis
Trigonoderus brasiliensis is een vliesvleugelig insect uit de familie Pteromalidae. De wetenschappelijke naam van het insect is voor het eerst geldig gepubliceerd in 1904 door Ashmead. De door hem beschreven insectensoort is endemisch in Brazilië.